# 圣洛朗 (阿登省)
圣洛朗（法語：Saint-Laurent，法語發音：[sɛ̃ loʁɑ̃] ⓘ）是法国阿登省的一个市镇，属于沙勒维尔-梅济耶尔区。

## 地理
圣洛朗（49°45'49"N, 4°46'15"E）面积4.26 平方千米，位于法国大東部大區阿登省，该省份为法国北部内陆省份，西接埃纳省，南至马恩省，东临默兹省，北与比利时接壤。
与圣洛朗接壤的市镇（或旧市镇、城区）包括：沙勒维尔-梅济耶尔、热尔内勒、拉格朗维尔、吕姆、维莱-瑟默斯。

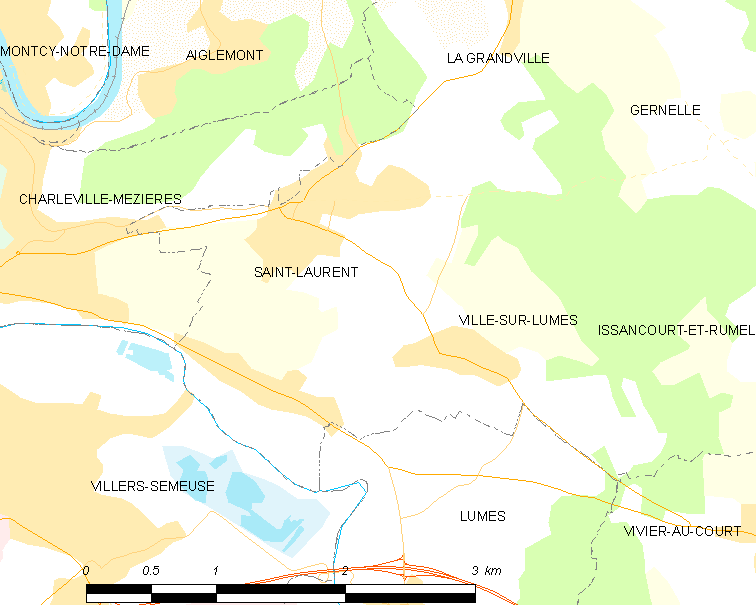
的OSM定位图

圣洛朗的时区为UTC+01:00、UTC+02:00（夏令时）。

## 行政
圣洛朗的邮政编码为08090，INSEE市镇编码为08385。

## 政治
圣洛朗所属的省级选区为维莱-瑟默斯县。

## 人口

1962-2008年间人口变化图示

圣洛朗于2022年1月1日时的人口数量为1073人。